# مطار كادونا الدولي
مطار كادونا الدولي (إياتا: KAD، إيكاو: DNKA) هو مطار دولي يقع في مدينة كادونا عاصمة ولاية كادونا،نيجيريا. يبعد المطار حوالي 22 كم شمال غرب المدينة، تم افتتاح المطار في 1982.

## شركات الطيران والوجهات
| شركـات طيـران     | الوجهات                  |
| ----------------- | ------------------------ |
| Aero Contractors ‏ | مطار مورتالا محمد الدولي |
| إير بيس           | مطار مورتالا محمد الدولي |
| طيران أريك        | مطار مورتالا محمد الدولي |
| Azman Air         | مطار مورتالا محمد الدولي |